# 喉炎
喉炎（Laryngitis）是描述喉部發炎的現象。喉為人體主要的發聲構造，喉炎常見症狀包含聲音沙啞、發燒、咳嗽、前頸疼痛，以及吞嚥困難。症狀通常會持續兩周。
喉炎可按病程長短分為急性及慢性，通常症狀在三周以下我們稱為急性喉炎，反之則稱為慢性喉炎。急性喉炎通常為病毒性上呼吸道感染的症狀之一，其他因素則可能包含喉部創傷（如咳嗽造成）或非病毒性病原體感染。慢性喉炎則可能肇因於吸煙、結核病、过敏、胃食管反流病、類風濕性關節炎或结节病等等。這些因素都可能造成声带的刺激。
如果合併有高頻喘鳴聲、頸部放射線療法治療史、吞嚥困難，或症狀持續三周，或過去有抽菸，則必須進一步檢查。若有影響到聲帶必須進行喉鏡檢查。其他可能導致類似症狀的疾病有會厭炎、义膜性喉炎、吸入異物或者喉癌。
急性喉炎通常會自行痊癒，減少聲帶使用和多喝水可能有幫助。通常急性喉炎使用抗細菌藥效果不大。急性喉炎相較慢性喉炎常見許多。慢性患者通常長發生於中年人，且男性比例高於女性。

## 外部連結
- 中的“喉炎”
- Mayo Clinic（页面存档备份，存于）